# Anarchias seychellensis
Anarchias seychellensis és una espècie de peix de la família dels murènids i de l'ordre dels anguil·liformes.

## Morfologia
Els mascles poden assolir els 29 cm de longitud total.

## Distribució geogràfica
Es troba des de l'Àfrica oriental fins a l'Illa de Pasqua, les Illes Mariannes i les Illes Marshall.